# Rodolfo Chávez Carrillo
El Arq. Rodolfo Chávez Carrillo fue un político mexicano y gobernador del Estado de Colima de 1955 a 1961. Construyó una gran cantidad de escuelas y carreteras rurales. Durante su gobierno se llevó a cabo el Primer Congreso de Historia Regional de Colima el 19 de agosto de 1957. En este congreso participaron los historiadores Carlos Pizano Saucedo, Jesús Figueroa Torres, José Yáñez Centeno, entre otros más, como Felipe Sevilla del Río, que presentó su obra “Provanza de Colima”. Murió el 31 de agosto de 1993 en Tijuana, Baja California.